# United Nations Political Mission in Nepal
Die United Nations Political Mission in Nepal (UNMIN, deutsch Mission der Vereinten Nationen in Nepal) in Kathmandu war eine politische Mission der Vereinten Nationen, die am 23. Januar 2007 vom UN-Sicherheitsrat mit der Resolution 1740 (2007) für zunächst ein Jahr aufgestellt wurde. Das Mandat umfasst die Überwachung des im November 2006 geschlossenen Waffenstillstands zwischen der Kommunistischen Partei Nepals (Maoistisch) und der nepalesischen Regierung sowie die Registrierung der Waffen der maoistischen Partei. Ferner soll die UN-Friedenstruppe bei der Organisation einer verfassungsgebenden Versammlung helfen und als Wahlbeobachter dienen.
Im Februar wurde der Brite Ian Martin vom UN-Generalsekretär Ban Ki-moon zum Sonderbeauftragten und Leiter der Mission ernannt. Der Truppe gehören 61 Militärbeobachter an, die von insgesamt 13 Staaten gestellt werden (Stand: Februar 2007).
Im Februar 2007 wurde die erste Phase des Registrierungsprozesses abgeschlossen, in deren Verlauf die UNMIN mehr als 30.000 maoistische Kämpfer und über 3000 illegale Waffen registrierte.
Die UNMIN wurde am 15. Januar 2011 beendet.